# Sankt Nikolai församlingshem, Halmstad

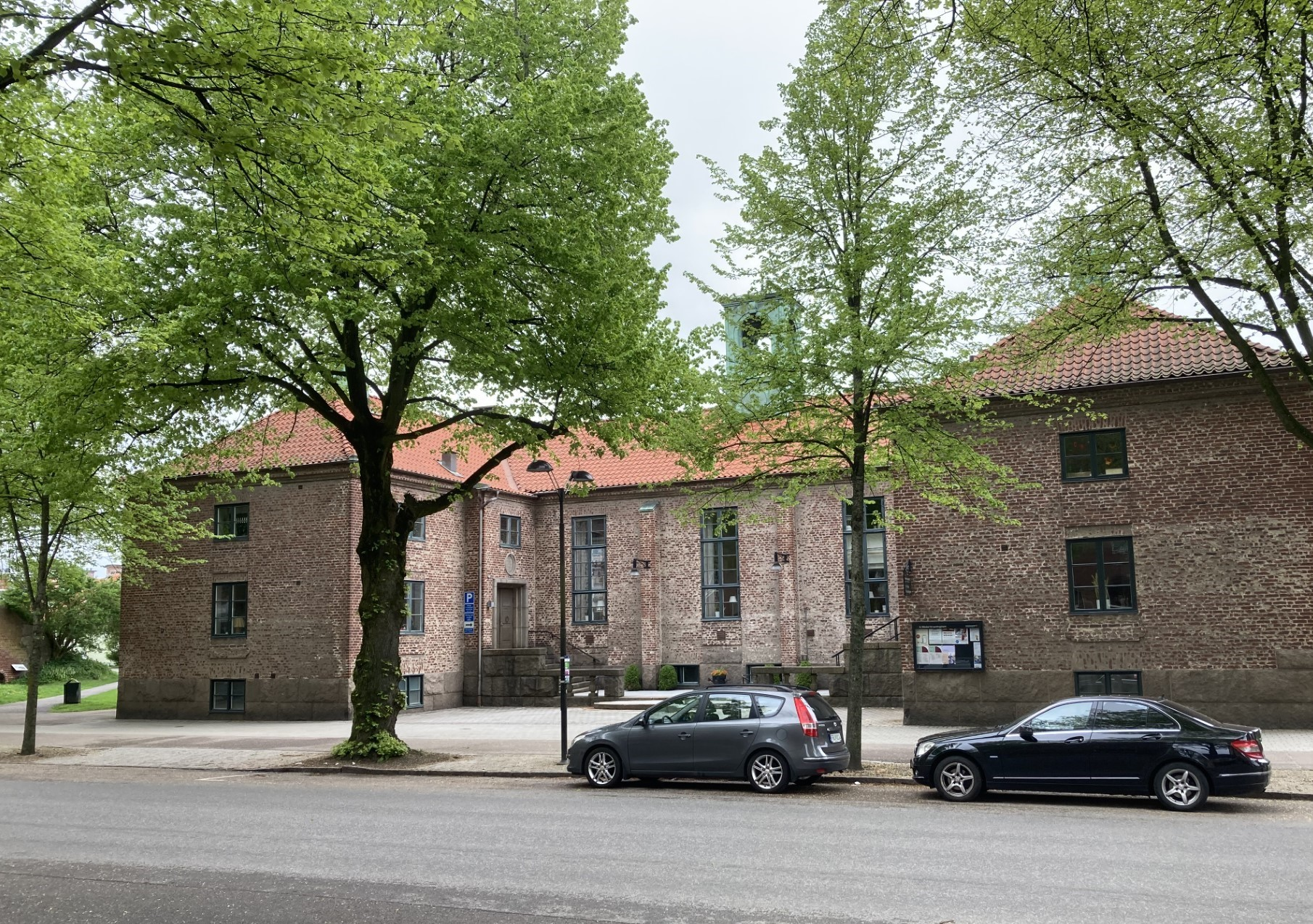
Nikolaikyrkans församlingshem i Halmstad

Sankt Nikolai församlingshem i Halmstad är beläget vid Karl XI:s väg 4, 200 meter väster om Sankt Nikolai kyrka.
Församlingshemet byggdes vid mitten av 1920-talet och invigdes 1927 av biskop Rodhe. Bygget bekostades till stor del av gåvor. Ritningarna hade utförts av arkitekt Martin Westerberg. Under korta perioder då Sankt Nikolai kyrka renoverats har församlingshemmet använts som gudstjänstlokal. Under årens gång har det utförts två större renoveringar, den första 1961 och den senare 2008.
Lokalerna i församlingshemmet används av barngrupper, öppen förskola, studiegrupper, andakter samtalsgrupper, minnesstunder och soppluncher.
I Stora salen pryds fondväggen av en målning utförd av Gunnar Torhamn.

## Bildgalleri

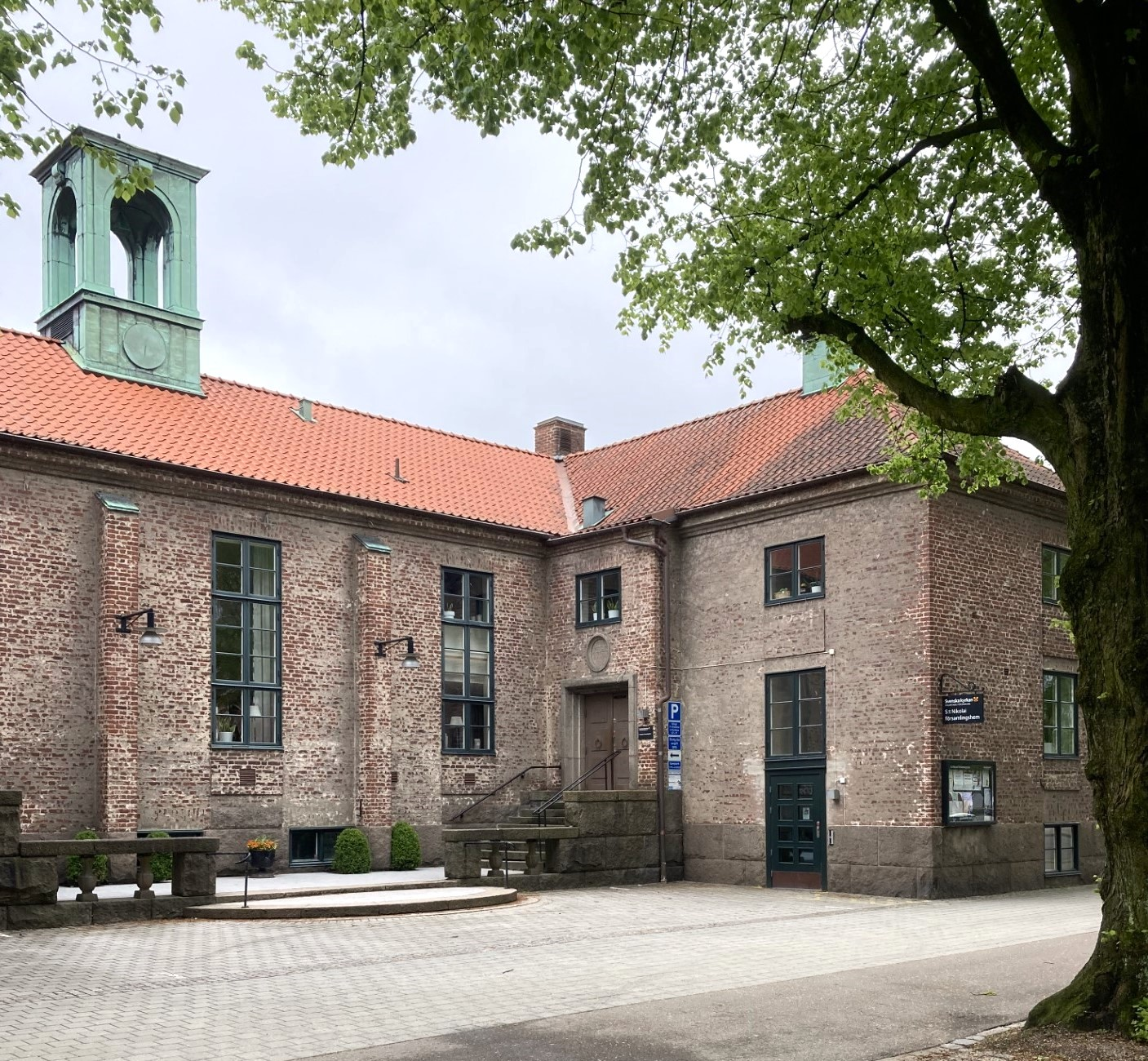
Nikolaikyrkans församlingshem
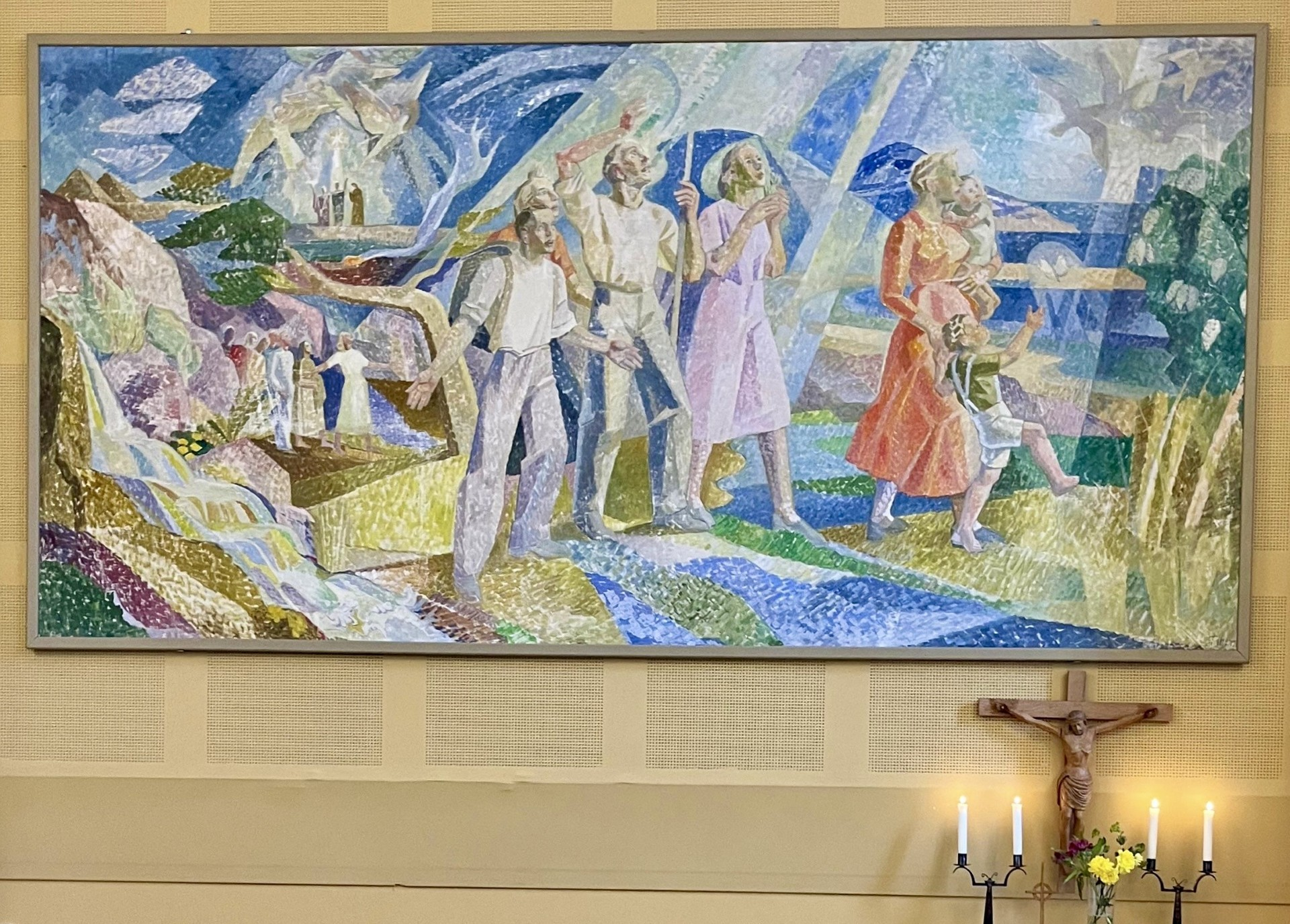
Målning i Stora salen av Gunnar Torhamn